# Täby socken, Uppland
Täby socken i Uppland ingick i Danderyds skeppslag och området utgör numera huvuddelen av Täby kommun. Området med de utökningar som skedde med köpingen motsvarar från 2016 Täby distrikt.
Socknens areal var 63,15 kvadratkilometer, varav 57,84 land. Näsby slott, godset och stadsdelen Viggbyholm samt Täby kyrkby med sockenkyrkan Täby kyrka ligger i socknen.

## Administrativ historik
Täby socken har medeltida ursprung.
Täby var under lång tid endast namnet på den runt kyrkan lilla by som vuxit upp under flera århundraden. 
Täby socken sträckte sig fram till 1623 över stora delar av södra Roslagen och omfattade nuvarande Täby, Danderyds och Lidingö kommuner samt Bogesundslandet, där Danderyds och Lidingö kyrka utgjorde annexkyrkor i socknen. Danderyds kyrka och Djursholms gods bröt sig 1623 ut ur Täby socken och bildade egen socken tillsammans med Lidingö. Trots att Täby kyrka är betydligt mindre än Danderyds kyrka var det Täby kyrka som kyrkoherden hade som sin huvudkyrka, detta har sin grund i att Täby kyrka var betydligt äldre än Danderyds som uppfördes på 1400-talet. 
De två slotten Näsby och Djursholm var betydelsefulla vid sockeningsdelningen då Djursholms slotts ägor kom att tillhöra Danderyds socken och Näsby slott och dess ägor kom att tillhöra den nu betydligt mindre Täby socken. Täby socken var under denna tid den något förmögnare socknen jämte Danderyd då Näsby slott men även gårdarna Tibble, Gribby, Karby och Såsta hade stora ägor åkermark, vilket ofta var av största betydelse för en sockens välstånd. 
Vid kommunreformen 1862 övergick socknens ansvar för de kyrkliga frågorna till Täby församling och för de borgerliga frågorna till Täby landskommun. Landskommunen ombildades med viss utökning (Lahäll) 1948 till Täby köping som 1971 ombildades till Täby kommun.
1 januari 2016 inrättades distriktet Täby, med samma omfattning som Täby församling hade vid årsskiftet 1999/2000, vilket är något mer än sockenområdet 1948.
Socknen har tillhört län, fögderier, tingslag och domsagor enligt vad som beskrivs i artikeln Danderyds skeppslag. De indelta soldaterna tillhörde Livregementets dragonkår, Livskvadronen, Livkompaniet. De indelta båtsmännen tillhörde Södra Roslags 2:a båtsmanskompani.

## Geografi
Täby socken ligger nordost om Stockholm med Stora Värtan i sydost, Ullnasjön i nordost och Vallentunasjön i nordväst. Socknen är en småkuperad skogsbygd med odlingsbygd vid vattnen och i dalar.

## Fornlämningar
Från bronsåldern finns spridda gravrösen. Från järnåldern finns 90 gravfält, stensträngar och två fornborgar. Bland 29 bevarade runristningar återfinns flera av Jarlabankestenarna.

## Namnet
Namnet (1000-talet tabu, Täby) kommer från kyrkbyn. Förleden är tä, 'fägata; bygata' och efterleden by, 'by; gård'.